# Dům Olympie
Dům Olympie, původního názvu Goldener Schild (česky dům Zlatý štít), stojí v centru lázeňské části Karlových Varů v městské památkové zóně na Divadelním náměstí 43/5. Byl postaven v letech 1911–1913 ve stylu pozdní secese s barokizující tendencí.
V roce 1991 pod názvem lázeňský dům Olympia byl prohlášen kulturní památkou, památkově chráněn je od 27. května 1991, rejstř. č. ÚSKP 27713/4-4560.

## Historie
Na místě současného objektu původně stával pozdně barokní dům jménem Monopol. Ten byl v roce 1877 upraven stavitelem J. Voigtem a poté roku 1892 rozšířen stavitelem Josefem Waldertem.
V letech 1911–1913 byl dům pro tehdejšího majitele Heinricha Fouska, c. k. poštmistra ve výslužbě, výrazně přestavěn a navýšen. Projekt nového hotelu vypracoval Julius Kubíček a stavební práce realizovala firma stavitele Karla Fouska. Po přestavbě dostal jméno Goldener Schild.

## Ze současnosti
V roce 2014 byl dům uveden v Programu regenerace Městské památkové zóny Karlovy Vary 2014–2024 v části II. (tabulková část 1–5 Přehledy) v seznamu nemovitých kulturních památek na území MPZ Karlovy Vary s aktuálním stavem „vyhovující“.
V současnosti (srpen 2021) je dům evidován jako stavba občanského vybavení ve vlastnictví společnosti FADN, s.r.o. Je provozován jako hotel s názvem Olympia.

## Popis
Dům se nachází na Divadelním náměstí 43/5. Při přestavbě v letech 1911–1913 bylo zachováno jádro původního domu, obvodové a traktové zdi i vnitřní příčky. Fasáda uličního průčelí však nebyla provedena podle návrhu architekta Kubíčka a není známo, kdo byl autorem soudobé vizáže domu.
Jedná se o čtyřpodlažní nárožní budovu s obytnou mansardou. Uliční průčelí je osmiosé s mohutným středním arkýřem završeným rozložitým barokizujícím štítem. Přízemí je obloženo leštěnou černou a šedou žulou. V ose je široké obdélné okno dělené na šest menších tabulí, z nich tři horní uvnitř jsou dále dělené na síť drobných tabulek. V obou krajních větších tabulích dominuje uprostřed tvar mandorly, který je ovšem značně schematizovaný, z lomených linií. Podobné je členění v užším, ale stejně vysokém oknu nalevo, a také u dveří vpravo. Nade dveřmi v čelní stěně jsou v železném, půdorysně obdélném rámu tři malé lucerny, dole s větším počtem drobných žárovek.
Stěny jsou členěny pilastry vysokého řádu, nahoře v místě hlavic a vlysu a oválnými a kruhovými zrcadly. Okna jsou prostá obdélná, uvnitř trojdílná. Všechna poschodí jsou opatřena balkony s plným zábradlím, v prvním patře jsou zaobleny. Od druhého podlaží výše je v šíři čtyř okenních os široký střední rizalit, který o jedno patro přerůstá výraznou korunní římsu. Na rizalitu je mohutný štít segmentového tvaru uvnitř se segmentovým oknem s paralelní menší římsou. Symetricky po obou stranách je menší boční vikýř.
Dům je ukázkou barokizující tendence v architektuře pozdní secese.